# 田亀源五郎
田亀 源五郎（たがめ げんごろう、1964年2月3日 - ）は日本人の漫画家、ゲイ・エロティック・アーティスト。SMや性暴力、過剰な男性性を題材にしたゲイポルノ作品で知られており、日本のゲイ漫画家の中で有数の作品数と影響力を持つ。日本国外でもアーティストとして名高い。
在学中に少年愛雑誌やゲイ雑誌に漫画や小説を寄稿し始めた。多摩美術大学を卒業後、グラフィックデザイナーやアートディレクターとして働くかたわら漫画家として活動し、後に専業漫画家となった。1994年に単行本化された『嬲り者』はゲイ漫画の書籍として画期的な売り上げを記録した。1995年、ゲイ雑誌『G-men』の創刊に携わった。2014年の『弟の夫』を皮切りにLGBTを扱った一般向け漫画を描き始めた。同作は文化庁メディア芸術祭優秀賞、日本漫画家協会賞、アイズナー賞を授与されている。美術史に関する著作『日本のゲイ・エロティック・アート』もある。

## 経歴

### 生い立ちと初期の活動
1964年2月3日、鎌倉市で武士の家系に生まれる。兄が一人いる。文化的な家庭で、子供のころから文学・美術やクラシック音楽に親しんでいた一方、ポップ・ミュージックや漫画は禁じられていた。ただし手塚治虫作品だけは文学的に優れているとして例外にされていた。田亀は床屋の待合室などでそれ以外の少年漫画に触れ、楳図かずおのホラー漫画や、性や暴力を扱った永井豪作品を好んだ。幼稚園の頃から絵を描き始め、小学校3年生で油絵を習い始めた。中学になると漫画を制作してクラスメートや教師に見せるようになった。
小学生のときにはアラン・ドロンのファンだったころから「オカマ」というあだ名をつけられていた。10代中ごろ、同性愛という意識がないまま、映画『ソドムの市』やマルキ・ド・サドの小説作品を入り口にしてBDSMに関心を持ち始めた。「裸で縛られた男性」が出てくる映画（イタリアの『ヘラクレス』シリーズや、『猿の惑星』のチャールトン・ヘストンなど）に魅力を感じていた。その後ゲイ雑誌『さぶ』と出会い、存在すると思っていなかったものが存在したような気持ちというほど衝撃を受けた。しばらく自身のセクシュアリティに悩んでいたが、高校生になって男性に恋愛感情を持ったことで同性愛者を自覚した。田亀は当時日本に流入し始めた海外のゲイカルチャーを追うようになり、広くアートやポップカルチャーに傾倒していった。高校在学中の1982年、女性向けの耽美系少年愛雑誌『小説JUNE』にペンネームで漫画を投稿して掲載された。息子と父親の間の近親相姦と殺人を描く内容だった。当時の青年漫画界で起きていた「三流エロ劇画ルネッサンス」と呼ばれる運動の中に同性愛を描く作家（宮西計三やひさうちみちお）がおり、その影響を受けて描いたものである。田亀は後に「ゲイ・カルチャーではなくサブカル系の文脈」の作品だと言っており、自作リストには載せていない。 
両親は息子に東京大学に進んで銀行家になることを望んでいたが、田亀は多摩美術大学でグラフィックデザインを学ぶことに決めた。入学を機にして周囲にゲイをオープンにした。在学中にさまざまなペンネームで『さぶ』などのゲイ雑誌にエロティックな小説、イラストレーション、漫画を投稿した。ペンネームはやがて「田亀源五郎」に落ち着いた。「タガメ」と「ゲンゴロウ」はいずれも水生昆虫の名で、ほかのゲイ漫画家がよく使う「マッチョだったり、ロマンチックだったりする」ペンネームと差別化する意図があった。大学生の頃ヨーロッパに旅行し、ロンドンの書店で米国のレザーフェティシズム雑誌『ドラマー』と出会った。同誌にはトム・オブ・フィンランド、レックス、ビル・ワードのような西洋アーティストによるホモエロティックなイラストレーションが掲載されており、田亀の「熊系」と呼ばれる作風に大きな影響を与えた。大学卒業後は商業グラフィックデザイナーやアートディレクターとして生計を立てながら漫画や小説の創作を続けた。

### ゲイポルノ作家として
当時のゲイ雑誌に掲載される漫画は素朴な恋愛漫画やギャグ漫画が主だったが、田亀は本格的なポルノグラフィを描いた（編集部から内容について注文を受けることはなかった）。筋肉質で髭を生やした男性のイメージやSMといった題材も田亀以前にはほとんど見られなかったものである。掲載作の多くは単行本化されたが、初期の6冊は書籍を専門としないプロダクションから出版され、ゲイバーやゲイ専門店でしか流通しなかった。そんな中、『さぶ』誌に1991年から1993年にかけて連載された『嬲り者』の単行本 (1994) は同種の書籍として画期的な売れ行きを示した。このヒットは商業的なゲイ漫画の端緒を開き、ジャンルの文化的・芸術的価値を確立した。長編第2作で全3巻にわたる時代物の『男女郎苦界草紙～銀の華』(1994) は、田亀を北米に紹介したグラハム・コルベインズによってゲイ漫画の物語性の射程を単純なポルノから複雑な物語や美的要素にまで拡げたと評されている。
1990年代には一般メディアで「ゲイブーム」が起き、性的少数者がメディアに露出し始めた。ゲイ雑誌界においても『Badi』(1994) のようにゲイのライフスタイルや社会問題までを扱う新興誌が現れた。1995年、田亀は『Badi』の編集に携わっていた二人の人物とともに『G-men』（誌名のGは源五郎が由来）を立ち上げた。美少年タイプが重んじられていたゲイ雑誌の現状を変えたいという考えから、男らしい大柄な中年以上の男性を前面に出した雑誌だった。誌面では「ハードなセクシュアル・ファンタジー」とならんでHIV/AIDSの知識や歴史・文化が扱われ、一種の文化的アクティヴィズムが志向されていた。同誌で田亀は表紙絵、漫画、小説を寄稿するほか企画・編集にも関わった。このころゲイ・エロティック・アートに専従するためグラフィックアートやイラストレーションの仕事を整理した。しかし『G-men』誌からは内部の人間とのトラブルにより2006年に離脱している。
2003年、1950年代から現在に至るまでのゲイアート史をまとめた『日本のゲイ・エロティック・アート』第1巻を出した。ほとんど注目されていなかった過去の作品や作家を掘り起こし、ゲイ文化史の流れを作る試みだった。

### 海外や一般メディアへの進出

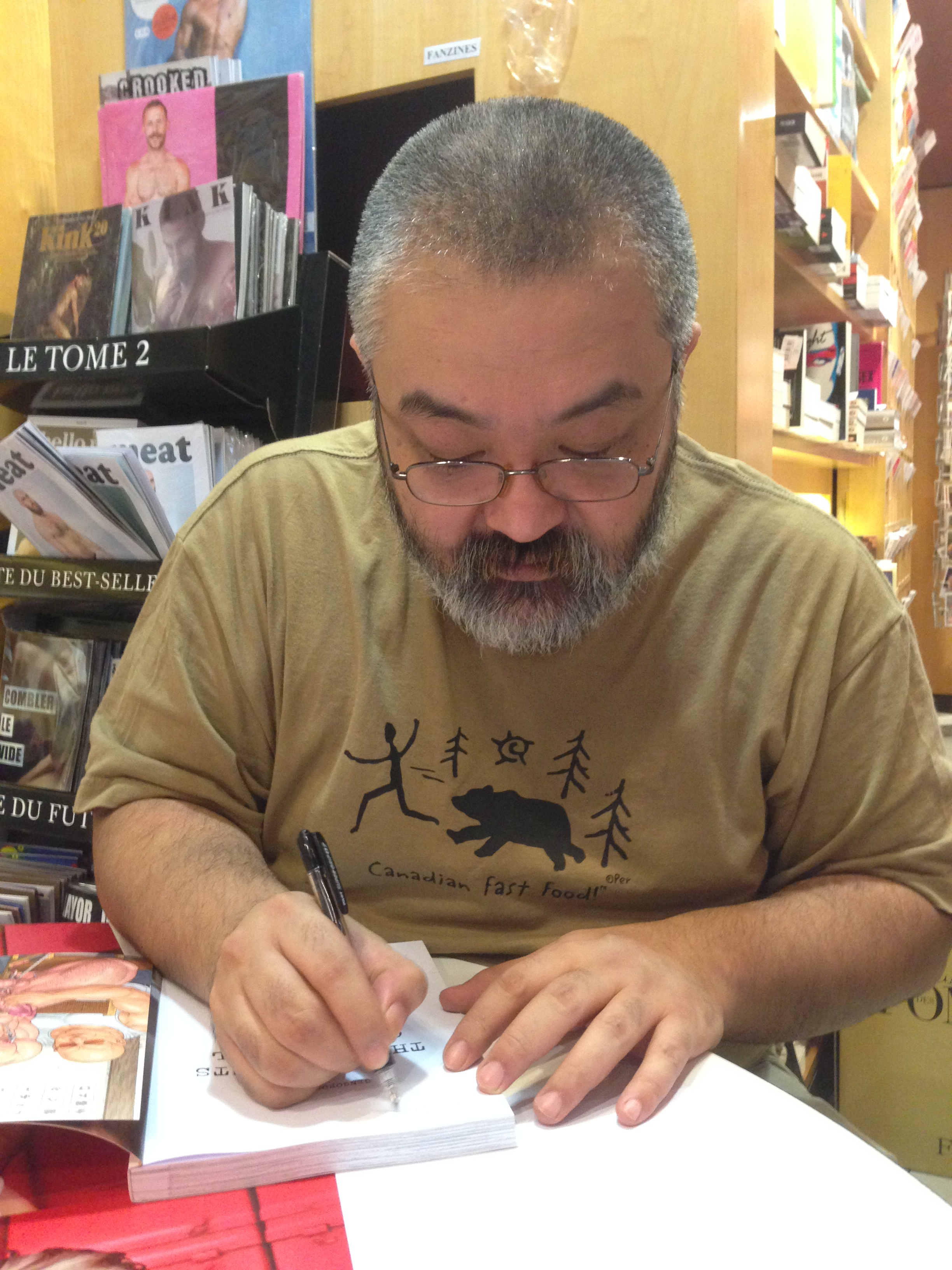
パリの書店でサイン中の田亀源五郎（2015年）。

2000年代以降は海賊版やスキャンレーションを通じて海外でも作品が読まれ始めた。2005年にフランスのH&O Editions社から出た Gunji が最初の公式翻訳となった。2009年にはパリで作品展が行われた。公式の英語版は、2012年にライアン・サンドとミカエル・ドゥフォルジュが発行したエロティックなアンソロジー Thickness に収録された短編 "Standing Ovation"（→スタンディング・オベーション） が最初だった。2013年に米国の出版社ピクチャーボックスから作品集 The Passion of Gengoroh Tagame が出た。ドイツのゲイ出版社 Bruno Gmünder Verlag も2014年から田亀作品の英訳を行っていた。
2007年ごろ、ゲイ漫画の枠組みで可能な表現を追求した長篇『君よ知るや南の獄』および『外道の家』、ならびにボーイズラブ系作品の集大成だという『ウィルトゥース』を相次いで完結させた。田亀によるとこれが作家として一つの区切りだった。そのとき一般青年誌からはじめてアプローチを受け、新しい分野への進出に意欲を持った。編集部から依頼された自伝の執筆は作風にそぐわないため断り、ゲイを題材とした異性愛者向けの作品を提案したが実現に至らなかった。2013年になって双葉社の編集者から再び一般向けの連載を持ちかけられた。性的ファンタジーを原動力にした作品とはちょっと異なる、現在の社会との接点を持たせた作品に関心が移り始めていた田亀は、日本国内外で注目されていた結婚の平等（同性婚）の問題を取り上げ、異性愛者の観点からLGBTの権利を描く作品を提案した。『弟の夫』と題された作品は2014年から2017年にかけて青年誌『月刊アクション』に連載された。同作は好評を博し、複数の賞を受けたほか、2018年にNHKによって実写ドラマが放映された。
田亀は『弟の夫』以降もポルノグラフィ作品を並行して描き続けており、全年齢向け作品とエロのバランスを取ることで「精神的な健康を保てる」と語っている。一般向け長編の第2作『僕らの色彩』は2018年から2020年にかけて『月刊アクション』に掲載された。

## 作風
自身の男性的で筋肉質の毛深いキャラクターを「熊系」と呼んでいる。作品の多くはセックスに重点が置かれており、ほとんどが緊縛、調教、レザー、SMといった性的フェティシズムが含まれている。これらのテーマはSF、ファンタジー、時代物のようなジャンルの超現実的なシナリオによって増幅される。田亀は自身の作品が少数の読者に向けたものだとして現実世界の大多数は拷問セックスを楽しんだりしない。でも私はその人たちのために書いているわけじゃないと語っている。ときには糞尿愛好や生々しい暴力のように極度のフェティシズムを描くこともあるが、性的興奮を与えるためであって嫌悪感を抱かせるつもりではないとしている。
田亀の作品は絵の美しさに加えて鋭い心理描写で注目された。男らしい男性を描くゲイポルノ漫画家はほかにも存在するが、日本のポップカルチャーを研究するウィリアム・アーマーは、田亀の作品が男性間の権力関係がエロティックになりうることに関心を向けている点で同種の作品から際立っていると述べた。アーマーは田亀の作品はあるレベルでは露骨なポルノまんがだが、別のレベルでは、ホモソーシャル性が容易に同性愛に転換する感覚を […] 絵と言葉の中に深く織り込んでいると書いている。田亀自身は私がエロティカで試みたのは、エロティカを芸術のレベルにまで高めることと、人間性を描き出すものとしての芸術の観点から考えることだと述べている。
田亀の作品はゲイ向けエロティカとしては例外的に異性愛者や女性の読者が多い。その理由について、翻訳者アン・イシイは田亀の仕事はある部分で、もはやゲイについてではなく […] 欲望と、欲望の暗黒面について語っている。それは性のカテゴリには収まらないように思えると書いている。田亀は発表媒体の読者層によって作風を変えていると語っており、ゲイ男性向けの雑誌に書くときは、主人公の行動と内面が焦点になる。女性の読者もいると分かっているなら、[…] 関係性とカップリングの方に関心が向けられるとしている。ライターでドラァグクイーンのエスムラルダは田亀の論理性に注目し、非常に官能的でありながら、冷静さも残している。絶妙なバランスで描かれている…のが多くの読者を惹きつける理由だと書いている。
田亀は日本と海外のアーティストから影響を受けたと述べており、カラヴァッジョ、ミケランジェロ、マルキ・ド・サド、月岡芳年、三島剛、船山三四、小田利美、丸尾末広、花輪和一、平口広美、ビル・ワードらの名を挙げている。子供のころ美術書で触れたヘレニズム期からバロックまでの裸体美術からも大きな影響があった。性的恥辱の描写には、裸体が尊ばれなかった日本の古典美術（春画など）より、西洋キリスト教美術に見られる裸体画（カラヴァッジョが描くキリストの磔刑など）からの影響が強いと述べている。写真家ロバート・メイプルソープの男性ヌード写真からは、エロでもありアートでもある作品を作るという目標を持つ上で影響を受けた。創作一般については、小説家J・R・R・トールキンがいう「準創造」の概念からの影響があるという。

## 主題と題材

### 超男性性
田亀作品の多くは、発達した筋肉、濃い体毛、巨大なペニス、大量の射精、マチズモ、過激で暴力的な性行為など、「超男性性」と関係づけられる特徴を持つ男性を描いている。田亀自身は、男性的に見える男性が実のところ社会的な圧力によってそう演じているだけで、「社会規範上、男らしくないとされる行為を行うことで」その態度が崩れる様子に関心があると語っている。アーマーは超男性性をテーマとした田亀作品の例として、尊大で自己中心的な大学生がサディストの教授によって奴隷調教を受ける『ＰＲＩＤＥ』や、戦後日本において売春婦の妻に養われていることを恥じている傷痍軍人が米兵によって男娼扱いされる『闇の中の軍鶏』を挙げている。
男らしい男性を描く作風は、トム・オブ・フィンランドのようなアーティストによる「マッチョな」ゲイアート運動にカテゴライズされる。この運動は1960年代前半に米国のバイカー文化から生まれ、ゲイ男性が「男になりそこなった」「女性的なナルシスト」だというステレオタイプが克服される上で影響力が大きかった。田亀はトム・オブ・フィンランドを日本に紹介したこともあり、自身でも影響を受けている。ただし装丁家のチップ・キッドは田亀の作品を評して、トム・オブ・フィンランドの静的なイラストレーションとは対照的な生気と躍動感があるとしている。
作家のエドマンド・ホワイトは、田亀が描く超男性の理想像が、日本の明治文学に見られる武骨で、異性愛者として女性を喜ばせられるほど洗練されていないがために同性愛者であり、戦士であり、南方出身の田舎者であり、まともな社会には収まり切らない男性というキャラクター類型に近いと述べている。アーマーは田亀の作品が西洋のゲイコミックと比べて「弱弱しく男らしさを感じさせない」という東アジア人男性のステレオタイプを破っている点で特徴的だとした。田亀の男性の描き方は西洋のエロティックなゲイコミックにおける男性キャラクターの描写とあまり変わらないように見えるが […] 多くの西洋ゲイ文化がアジア人男性に持っている、たくましいマッチョな白人男によって好きにファックされる細身でペニスが小さい女性的な弱者というステレオタイプを打破するものと見られる

### SMと性暴力
SMと性暴力は田亀作品における性描写の多くに一貫して見られるテーマである。ホワイトは田亀源五郎の世界では自ら望んで挿入される男性は一人もいないと書いている。BDSMを中心的テーマとする作品にはレイプ、獣姦、近親相姦、身体改造のようなタブーな題材が取り入れられることが多い。ただし、題材が過激であるにもかかわらず「エログロ」の文脈で論じられることはあまりない。田亀自身は「破滅の美」や「崩壊していく人物」を描くシェイクスピア悲劇、ドイツのオペラ、日本民話からBDSM作品の着想を得ており、ゴアやホラーを描くのが本意ではないとしている。
BDSMを中心とした作品では、主人公がフェティッシュな性的関係を通じて自己を発見していく展開が多い。社会的に優位な男性が性的被虐者として調教を受けたり、責任感や義務感を捨てて性に耽り始めるなど、男性的な登場人物が支配側から従属側に性的役割を替える作品が典型的である。このテーマの作品には、性奴隷とされた男性が自らそれを受け入れる「エンドレス・ゲーム」や、日本人の空手チャンピオンが米国の地下格闘競技に参加して敗北するたびに凌辱を受ける「闘技場～アリーナ」がある。コルベインはBDSMを自己発見の過程として描く田亀作品は共感を呼ぶ人間ドラマの枠組みに収まると述べている。アーマーは『PRIDE』がSM描写を通じて性的少数者に社会的制約から解放されるよう促す内容だと書いている。

### 伝統性
歴史上の日本を舞台としたり、プロットや題材に日本的な美学が色濃く出ている作品が多い。日本において同性愛の伝統は古代から長く続いていたが、明治期 (1868-1912) に西洋化の過程で同性愛への寛容は失われ、それまで受容されていた同性愛表現が病気や犯罪と見なされるようになった。この伝統性と現代性の対立は、田亀のエロティックな漫画において、日本社会の家父長制的な性格や、不平等な封建制の象徴としての武士のような階層性の描写を通じて現れている。田亀はヒエラルキーが破綻する様子に引き付けられると述べている。
ヒエラルキーからの転落は究極のSM行為だ。私は日本的な美と伝統という概念が魅力的だとは思わないが、フィクション要素としてなら、それらの信念が崩れ去るときに並々ならないエロスを感じる。
初期の長篇連載『男女郎苦界草紙～銀の華』は江戸時代を舞台とする時代物で、裕福な商人だった男が借金を負って性奴隷にされる物語である。主人公は男性客から虐待と辱めを受けるにつれて自身の被虐性に気づいていく。コルベインは同作が日本社会の中で西洋の宗教的な罪やソドミーといった概念に縛られずに男性同性愛が盛んに行われていた時代を描いているとした。西洋から導入された性のタブーが届いていない前近代的な村落を取り上げた「田舎医者」では、昔の人は保守的で、現代人は解放されているという考えをひっくり返してみたかったと述べている。
田亀の全年齢向け作品にも、現代日本社会の同性愛に対する姿勢という形で伝統のテーマが現れている。『弟の夫』の主人公の弥一は死んだ弟の結婚相手から訪問を受け、自身がゲイに持っていた偏見と向き合うことを強いられる。弥一が最初に見せるホモフォビアは、日本で大勢を占めているLGBTの権利への保守的な意見を反映している。田亀によると、寛容と受容へと向かう弥一の変化は、主人公が現実を受け入れるか、それとも自身の欲求と幸福を否定するかの選択に迫られるBDSM作品とテーマ的につながっている。

### ゲイ・アイデンティティとセクシュアリティ
クィア・スタディーズ研究者森山至貴は、同性愛者が異性愛者に「認めてもらう」ためにゲイの性文化を押し隠す風潮がある中で、田亀のエロティシズムに対する肯定と、ゲイのアイデンティティに対する肯定を結びつける姿勢を高く評価している。田亀はゲイであることがアイデンティティの核であり、創作や作品鑑賞においてセクシュアルな感覚を切り捨てることはできないと語っている。ゲイ・エロティック・アートについては欲望を突き詰めれば突き詰めるほど濃く、そしてユニークになっていく […] 邪念の入りこむ余地のない純粋な「アート」としている。
ゲイリブに関心を持っていたが、社会運動の方法論に相いれないものを感じ、ポルノグラフィを中心とする作品の発表を通じてゲイコミュニティや一般社会に貢献するという考えに至っている。

## 受容と影響
ゲイ漫画家のなかでも作品数と影響力では随一とされている。ゲイ漫画の英訳アンソロジー Massive: Gay Erotic Manga and the Men Who Make It は田亀を間違いなくゲイ漫画の発展に最大の功績があると紹介しており、編者の一人チップ・キッドは田亀の仕事をマルキ・ド・サド、ピエル・パオロ・パゾリーニ、三島由紀夫と同列に並べている。ウィリアム・アーマーは田亀の綿密な作風と物語の奥行がエロスのみならず美的・認識論的な側面においても読者を揺さぶる力を持っており、アカデミックな研究が待たれると書いている。
森山至貴は田亀を日本のゲイ・カルチャーにとっての最重要人物の一人としている。ゲイライターのサムソン高橋は田亀を評して、ゲイ漫画というジャンルが確立していないころから最前線で独自のテーマを追求してきた「巨匠」と呼び、併せて近年の『弟の夫』でLGBTのノーマライゼーションに取り組んでいることを賞賛した。漫画評論家大西祥平は、学術的なゲイアート史の編纂などジャンルの地位向上のために活動する田亀を手塚治虫になぞらえている。
人類学者ウィム・ルンシングは、田亀が起ち上げた『G-men』誌が、東京のゲイ・タウンである新宿二丁目において、細くてスマートなひげのないタイプから不精ひげ、あごひげ、口ひげ […] 極度の短髪 […] 筋肉ががっちりした体形（ぽっちゃり型や肥満体に派生）への流行の変化をもたらしたと書いている。田亀は『G-men』により次世代のゲイ漫画家を養成する役割も果たしたとされている。同誌でキャリアを始めた漫画家には児雷也などがいる。また過去のゲイアートを収集した『日本のゲイ・エロティック・アート』の出版は、日本のエロティックアート史に「ゲイアートの正典」を打ち立てたと評価されている。
田亀の批判者にはゲイ・エロティック・アーティストの広瀬川進がいる。広瀬川は田亀のイラストレーションをSM劇場に過ぎないと評し、漫画作品をSM趣味の垂れ流しと呼んだ。ルンシングも田亀の作品はそれほど複雑巧緻というわけではなく、[広瀬川には] 反駁しがたいとしている。
『弟の夫』を中心に複数の受賞がある。同作は2015年に第19回文化庁メディア芸術祭優秀賞を、2018年に日本漫画家協会賞優秀賞を受賞した。国際的にも2018年にアイズナー賞をアジア作品の米国版部門で、ドイツのルドルフ・ダークス賞のアジア・シナリオ部門ベストアーティスト賞を受賞した。2019年に大英博物館で行われた大規模な日本漫画の展示 The Citi exhibition Manga でも同作が大きく取り上げられた。2022年には成人向け作品『外道の家』がフランスの文学賞サド賞バンド・デシネ／漫画部門を受賞した。これらの国以外ではイタリア、スペイン、韓国、台湾、タイ、ブラジル、ベトナム、メキシコ、ポーランドで翻訳版が出版されている。

## 作品リスト

### 漫画作品
以下は田亀自身が公開している雑誌掲載作品（連載・読み切り）のリストである。
| 年   | 題名                                            | 掲載誌                                                                     | 単行本                                                                | 備考                     |
| ---- | ----------------------------------------------- | -------------------------------------------------------------------------- | --------------------------------------------------------------------- | ------------------------ |
| 1987 | 柔術教師                                        | さぶ (1987/8)                                                              |                                                                       |                          |
| 1987 | 淫虐浴場                                        | さぶ増刊（初秋号）                                                         |                                                                       |                          |
| 1988 | 調教師                                          | さぶ増刊（初冬号）                                                         |                                                                       |                          |
| 1988 | ラガー失墜                                      | さぶ (1988/2)                                                              |                                                                       |                          |
| 1988 | 深夜営業                                        | さぶ増刊（初春号）                                                         |                                                                       |                          |
| 1989 | BOXER～栄光の代償                               | さぶ増刊（初春号）                                                         |                                                                       |                          |
| 1990 | 敗将賦                                          | さぶ (1990/1)                                                              |                                                                       |                          |
| 1990 | 軋む男                                          | さぶ (1990/2, 4-8)                                                         | 柔術教師                                                              |                          |
| 1990 | 儀式                                            | さぶ (1990/3)                                                              |                                                                       |                          |
| 1990 | 調教師～オーダーメイドされた男                  | さぶ (1990/11)                                                             |                                                                       |                          |
| 1991 | 芦立頌                                          | さぶ (1991/2)                                                              |                                                                       |                          |
| 1991 | SM同好会～山荘合宿                              | さぶ                                                                       | 獲物                                                                  |                          |
| 1991 | 陰の軛                                          | さぶ (1991/3, 4)                                                           | 獲物                                                                  |                          |
| 1991 | THE DOKATA                                      | さぶ (1991/7)                                                              | 柔術教師                                                              |                          |
| 1991 | 白峯異聞                                        | さぶ                                                                       | 獲物                                                                  |                          |
| 1991 | プルガトリオ                                    | さぶ (1991/10)                                                             | 柔術教師                                                              |                          |
| 1992 | 一つ家異聞                                      | さぶ (1992/1, 2)                                                           | 柔術教師                                                              |                          |
| 1992 | 嬲り者                                          | さぶ (1992/4-7, 12; 1993/3, 5-8, 10-12)                                    | 嬲り者                                                                |                          |
| 1992 | 俺の先生                                        | さぶ (1992/10, 11)                                                         | 柔術教師                                                              |                          |
| 1992 | 衣川異聞                                        | さぶ (1992/12)                                                             | 禁断                                                                  |                          |
| 1994 | 男女郎苦界草紙～銀の華                          | Badi (1994/8–1998/2)                                                       | 男女郎苦界草紙～銀の華                                                |                          |
| 1994 | 谺                                              | さぶ (1994/4-5)                                                            | 獲物                                                                  |                          |
| 1994 | 柔術教師 リミックス版                           |                                                                            | 柔術教師                                                              |                          |
| 1995 | 獲物                                            | G-men (#1-4)                                                               | 獲物                                                                  |                          |
| 1995 | 闇の中の軍鶏                                    | G-men (#5-8)                                                               | PRIDE第3巻                                                            |                          |
| 1996 | 沈黙の渚                                        | G-men (#9-11)                                                              | 獲物                                                                  |                          |
| 1996 | PRIDE                                           | G-men (#12-47)                                                             | PRIDE全3巻                                                            |                          |
| 1998 | 山荘合宿後日譚                                  |                                                                            | 獲物                                                                  |                          |
| 1999 | 43階の情事                                      | Badi (1999/6, 8, 10)                                                       | 田舎医者／ポチ                                                        |                          |
| 1999 | 猛き血潮～大日本帝國陸軍中尉、中里和馬の場合    | SM-Z（プレビュー号）                                                       | 禁断                                                                  |                          |
| 2000 | 外道の家                                        | Badi (2000/12–2007/12)                                                     | 外道の家                                                              |                          |
| 2000 | 猛き血潮～釧路大谷組小頭・坂田彦造の場合        | SM-Z (#1)                                                                  | 禁断                                                                  |                          |
| 2000 | 瓜盗人                                          | SM-Z (#2)                                                                  | 禁断                                                                  |                          |
| 2000 | 闘技場～アリーナ                                | G-men (#51-55)                                                             | 禁断                                                                  |                          |
| 2000 | ZENITH                                          | SM-Z (#3)                                                                  | 禁断                                                                  |                          |
| 2000 | 「マゾ」                                        | G-men (#57, 58)                                                            | 髭と肉体                                                              |                          |
| 2001 | NIGHTMARE                                       | SM-Z (#4)                                                                  | 禁断                                                                  |                          |
| 2001 | 君よ知るや南の獄                                | G-men (#63-123)                                                            | 君よ知るや南の獄                                                      |                          |
| 2002 | KRANKE                                          | SM-Z (#5)                                                                  | 禁断                                                                  |                          |
| 2002 | 軍次                                            | 筋肉男 (#3)                                                                | 天守に棲む鬼／軍次                                                    |                          |
| 2003 | TRAP                                            | SM-Z (#6)                                                                  | PRIDE第1巻                                                            |                          |
| 2003 | 傷痕（軍次2）                                   | 筋肉男 (#4)                                                                | 天守に棲む鬼／軍次                                                    |                          |
| 2003 | 驟雨（軍次3）                                   | 筋肉男 (#5)                                                                | 天守に棲む鬼／軍次                                                    |                          |
| 2003 | 火坑 1（軍次4）                                 | 筋肉男 (#6)                                                                | 天守に棲む鬼／軍次                                                    |                          |
| 2003 | メス豚の天国                                    | SoMe Bizzarre                                                              | 天守に棲む鬼／軍次                                                    |                          |
| 2003 | TRAP 2                                          | SM-Z (#7)                                                                  | PRIDE 第2巻                                                           |                          |
| 2003 | 火坑 2（軍次5）                                 | 筋肉男 (#7)                                                                | 天守に棲む鬼／軍次                                                    |                          |
| 2004 | 天守に棲む鬼                                    | 筋肉男 (#8)                                                                | 天守に棲む鬼／軍次                                                    |                          |
| 2004 | Hairy Oracle                                    | 筋肉男 (#9)                                                                | 天守に棲む鬼／軍次                                                    |                          |
| 2004 | 非國民                                          | SM-Z (#8)                                                                  | PRIDE第3巻                                                            |                          |
| 2004 | 嗜虐の花園                                      | 麗人ドラマチック (#1)                                                      |                                                                       |                          |
| 2004 | ずっと好きだと言えなくて                        | 筋肉男 (#10)                                                               | 天守に棲む鬼／軍次                                                    |                          |
| 2004 | だるま憲兵                                      | SUPER SM-X (#1-2)                                                          | 禁断                                                                  |                          |
| 2004 | 大江山綺譚                                      | 筋肉男 (#11)                                                               | 天守に棲む鬼／軍次                                                    |                          |
| 2005 | 雄心～ウィルトゥース                            | 激男 (#1, 3-5)                                                             | ウィルトゥース                                                        |                          |
| 2005 | 誰にも言えない                                  | SUPER SM-Z (#3)                                                            | ウィルトゥース                                                        |                          |
| 2007 | 透き通るような黄金の瞳                          | ほんとうに怖い童話 (2007/3)                                                |                                                                       | 一般向け                 |
| 2007 | 雪原渺々                                        | 肉体派 (#3)                                                                | ウィルトゥース                                                        |                          |
| 2007 | 神経性胃炎                                      | 肉体派 (#6)                                                                | ウィルトゥース                                                        |                          |
| 2007 | ぴこのなかみ                                    | お尻倶楽部 (2007/9)                                                        |                                                                       |                          |
| 2007 | 落日～西太后と東太后                            | ほんとうに怖い童話 (2007/11)                                               |                                                                       | 一般向け                 |
| 2007 | 長夜寞々                                        | 肉体派 (#7)                                                                | 髭と肉体                                                              |                          |
| 2007 | 哀酷義勇軍                                      | Badi (2008/1–2)                                                            | 童地獄・父子地獄                                                      |                          |
| 2008 | 稚児                                            | 肉体派 (#8)                                                                | 髭と肉体                                                              |                          |
| 2008 | 傀儡廻                                          | Badi (2008/3)                                                              | 田舎医者／ポチ                                                        |                          |
| 2008 | ジゴロ                                          | Badi (2008/4)                                                              | 田舎医者／ポチ                                                        |                          |
| 2008 | 告白                                            | Badi (2008/6, 7)                                                           | 童地獄・父子地獄                                                      |                          |
| 2008 | 晒し台                                          | 肉体派 (#9)                                                                | 髭と肉体                                                              |                          |
| 2008 | 童地獄                                          | 肉体派 (#8-10)                                                             | 童地獄・父子地獄                                                      |                          |
| 2008 | 汗馬疾々                                        | 肉体派 (#10)                                                               | 髭と肉体                                                              |                          |
| 2008 | ポチ                                            | Badi (2008/11, 12)                                                         | 田舎医者／ポチ                                                        |                          |
| 2008 | DISSOLVE～ディゾルブ～                          | 肉体派 (#11)                                                               | 髭と肉体                                                              |                          |
| 2009 | 父子地獄                                        | Badi (2009/1-6)                                                            | 童地獄・父子地獄                                                      |                          |
| 2009 | 雨降りお月さん                                  | 肉体派 (#12)                                                               | 髭と肉体                                                              |                          |
| 2009 | 倅解体                                          | まんが このミステリーが面白い (2009/7)                                     |                                                                       | 一般向け                 |
| 2009 | ECLOSION                                        | 肉体派 (#13)                                                               | 髭と肉体                                                              |                          |
| 2009 | Der Fliegende Hollander                         | Badi (2009/8)                                                              | 童地獄・父子地獄                                                      |                          |
| 2009 | 人畜無骸                                        | Badi (2009/9-11)                                                           | 肉人参／人畜無骸                                                      |                          |
| 2009 | おでんぐつぐつ                                  | 肉体派 (#14)                                                               | 筋肉奇譚                                                              |                          |
| 2009 | Lover Boy                                       | Badi (2009/12–2010/1)                                                      | 田舎医者／ポチ                                                        |                          |
| 2009 | 鬼祓え                                          | 肉体派 (#15)                                                               | 筋肉奇譚                                                              |                          |
| 2010 | スタンディング・オベーション                    | Badi (2010/3)                                                              | 田舎医者／ポチ                                                        |                          |
| 2010 | 恋とは何でしょう                                |                                                                            | 『筒井漫画瀆本ふたたび』                                              | 原作: 筒井康隆           |
| 2010 | 転職                                            | 肉体派 (#16)                                                               | 筋肉奇譚                                                              |                          |
| 2010 | 田舎医者                                        | Badi (2010/4, 5, 7)                                                        | 田舎医者／ポチ                                                        |                          |
| 2010 | 社畜哀歌                                        | Badi (2010/8)                                                              | 筋肉奇譚                                                              |                          |
| 2010 | 長持の中                                        | Badi (2010/9–2011/2)                                                       | 冬の番屋／長持の中                                                    |                          |
| 2010 | クレタの牝牛                                    | 肉体派 (#17)                                                               | 筋肉奇譚                                                              |                          |
| 2010 | MISSING ～ミッシング～                          | 肉体派 (#18)                                                               | 筋肉奇譚                                                              |                          |
| 2011 | 冬の番家                                        | Badi (2011/3-9)                                                            | 冬の番屋／長持の中                                                    |                          |
| 2011 | ACTINIA                                         | Badi (2011/10-12)                                                          | 冬の番屋／長持の中                                                    |                          |
| 2011 | モンスター・ハント・ショー                      | 肉体派ガチ! (#1)                                                           | 筋肉奇譚                                                              |                          |
| 2012 | エンドレス・ゲーム                              | Badi (2012/2–2013/2)                                                       | エンドレス・ゲーム                                                    |                          |
| 2012 | END LINE                                        | 肉体派ガチ! (#2)                                                           | 筋肉奇譚                                                              |                          |
| 2012 | お気に入り☆萌えブーム                           | 花恋 (2012/9)                                                              |                                                                       | エッセイコミック         |
| 2013 | 転落の契約                                      | Badi (2013/4-7)                                                            | エンドレス・ゲーム                                                    |                          |
| 2013 | 不福耳                                          | ほんとうに怖い童話 (2013/9)                                                |                                                                       | 原作: 平山夢明           |
| 2013 | 奴隷調教合宿                                    | Badi (2013/9-12; 2014/2-3, 5-7, 9-11; 2015/1-2)                            | 奴隷調教合宿                                                          |                          |
| 2014 | 弟の夫                                          | 月刊アクション (2014/11-12; 2015/1-5, 7-12; 2016/1, 4-10, 12; 2017/1, 3-7) | 弟の夫 全4巻                                                          | 一般向け                 |
| 2015 | 金曜の夜は四つん這いで                          | Badi (2015/6-7, 9)                                                         | 奴隷調教合宿                                                          |                          |
| 2015 | プラネット・ブロブディンナグ                    | Badi (2015/11-12; 2016/2, 4, 6, 8, 10, 12)                                 | 肉人参／人畜無骸                                                      |                          |
| 2016 | 呪縛の性奴                                      |                                                                            |                                                                       | 同人誌                   |
| 2017 | 肉人参                                          | Badi (2017/4, 6)                                                           | 肉人参／人畜無骸                                                      |                          |
| 2017 |                                                 | 漫画アクション (2017/5/2)                                                  | ありがとう、うちを見つけてくれて 「この世界の片隅に」公式ファンブック | エッセイコミック         |
| 2017 | じっちゃんの肉人参                              | Badi (2017/9, 11)                                                          | 人参／人畜無骸                                                        |                          |
| 2018 | 日輪の王                                        | Badi (2018/1, 4, 6)                                                        |                                                                       | —                        |
| 2018 | 僕らの色彩                                      | 月刊アクション (2018/5-2020/7)                                             | 僕らの色彩 全3巻                                                      |                          |
| 2018 | Bitch of the Jungle                             |                                                                            |                                                                       | 同人作品                 |
| 2018 | 俺の夏休み                                      | Badi (2018/8)                                                              |                                                                       |                          |
| 2018 | 親友の親父に雌にされて                          | Badi (2018/10, 12; 2019/2, 3)                                              |                                                                       |                          |
| 2019 | 呪縛の性奴：呪的口肛調教録                      |                                                                            |                                                                       | 同人誌                   |
| 2019 | 新・刑事もどき ゲイボーイ                       | テヅコミ (#9, 10)                                                          |                                                                       | 手塚治虫トリビュート作品 |
| 2019 | 飯縄権現顕現録                                  | Nippon Danji (#7)                                                          |                                                                       | [ 82 ]                   |
| 2020 | 密林勇者奴隷化計画 Bitch of the Jungle          |                                                                            |                                                                       | 同人誌                   |
| 2020 | ベビードール 親友の親父に雌にされて それから    | PixivFANBOX                                                                |                                                                       | 同人作品                 |
| 2020 | BSB／フットボール・コーチ                       | PixivFANBOX                                                                |                                                                       | 同人作品                 |
| 2021 | コックサッカー 親友の親父に雌にされて3          | PixivFANBOX                                                                |                                                                       | 同人作品                 |
| 2021 | 軍曹                                            | PixivFANBOX                                                                |                                                                       | 同人作品                 |
| 2021 | ウィークエンド 親友の親父に雌にされて（番外編） | PixivFANBOX                                                                |                                                                       | 同人作品                 |
| 2021 | BSB：警官〜クリス・コリンズの場合               | PixivFANBOX                                                                |                                                                       | 同人作品                 |
| 2022 | 魚と水                                          | webアクション                                                              | 魚と水                                                                |                          |
| 2022 | 龍                                              | PixivFANBOX                                                                |                                                                       | 同人作品                 |

### 単行本（自費出版扱）
- 嬲り者（発行所/Bプロダクト 1994年）
- 柔術教師（発行所/Bプロダクト 1994年）
- 獲物 （発行元/（有）ジープロジェクト 1998年）
- 男女郎苦界草紙 銀の華（上）（発行元/（有）ジープロジェクト 2001年）
- 男女郎苦界草紙 銀の華（中）（発行元/（有）ジープロジェクト 2001年）
- 男女郎苦界草紙 銀の華（下）（発行元/（有）ジープロジェクト 2002年）

### 単行本（一般販売）
- PRIDE（上）（発行元/（有）ジープロジェクト 発売元/（株）古川書房 2004年10月28日 ISBN 4-89236-306-5）
- PRIDE（中）（発行元/（有）ジープロジェクト 発売元/（株）古川書房 2004年11月25日 ISBN 4-89236-310-3）
- PRIDE（下）（発行元/（有）ジープロジェクト 発売元/（株）古川書房 2004年12月21日 ISBN 4-89236-314-6）
- 天守に棲む鬼／軍次（発行元/（有）ジープロジェクト 発売元/（株）古川書房 2005年11月25日 ISBN 4-89236-336-7）
- 田亀源五郎「禁断」作品集（ポット出版 2007年3月28日 ISBN 978-4-7808-0101-9）
- 外道の家（上）（テラ出版 2006年11月30日 雑誌コード:491007486188）
- 外道の家（中）（テラ出版 2007年1月31日 雑誌コード:491007480386）
- 外道の家（下）（テラ出版 2007年3月31日 雑誌コード:4910074860584）
- ウィルトゥース（オークラ出版 2007年10月12日 ISBN 978-4-7755-1058-2）
- 君よ知るや南の獄（上）（ポット出版 2007年12月25日 ISBN 978-4-7808-0109-5）
- 君よ知るや南の獄（下）（ポット出版 2007年12月25日 ISBN 978-4-7808-0110-1）
- 髭と肉体（オークラ出版 2009年9月12日 ISBN 978-4-7755-1427-6）
- 童地獄・父子地獄（ポット出版 2010年12月14日 ISBN 978-4-7808-0156-9）
- 田舎医者/ポチ（ポット出版 2012年4月13日 ISBN 978-4-7808-0178-1）
- 筋肉奇譚（オークス 2012年9月12日 ISBN 978-4-7990-0346-6）
- 男女郎苦界草紙  銀の華 上【復刻版】（ポット出版 2012年10月27日 ISBN 978-4-7808-0186-6）
- 男女郎苦界草紙  銀の華  中【復刻版】（ポット出版 2012年10月27日 ISBN 978-4-7808-0187-3）
- 男女郎苦界草紙  銀の華  下【復刻版】（ポット出版 2012年10月27日 ISBN 978-4-7808-0188-0）
- 冬の番屋/長持の中（ポット出版 2013年7月25日 ISBN 978-4-7808-0200-9）
- エンドレス・ゲーム（ポット出版 2014年6月17日 ISBN 978-4-7808-0207-8）
- 弟の夫  1巻（双葉社 2015年5月25日 ISBN 978-4-5758-4625-6）
- 弟の夫  2巻（双葉社 2016年1月12日 ISBN 978-4-5758-4741-3）
- 弟の夫  3巻（双葉社 2016年10月12日 ISBN 978-4-5758-4863-2）
- 奴隷調教合宿（ポット出版プラス 2017年2月14日 ISBN 978-4-86642-004-2）
- 弟の夫  4巻  (双葉社 2017年7月12日 ISBN 978-4-5758-5005-5)
- 嬲り者《復元完全版》（ポット出版プラス 2017年10月12日 ISBN 978-4-86642-006-6）
- 僕らの色彩 1巻（双葉社 2019年1月12日 ISBN 978-4-575-85255-4）
- 僕らの色彩 2巻（双葉社 2019年10月11日 ISBN 978-4-575-85360-5）
- 柔術教師【復刻版】（ポット出版プラス 2020年4月22日 ISBN 978-4-86642-012-7）
- 僕らの色彩 3巻 （双葉社 2020年9月12日 ISBN 978-4-575-85490-9）
- 肉人参/人畜無骸（ポット出版プラス 2021年6月10日 ISBN 978-4-86642-018-9）
- 魚と水（双葉社 2023年5月18日 ISBN 978-4575858433）

### 単行本（非漫画）
- ゲイ・カルチャーの未来へ（Pヴァイン 2017年10月31日 ISBN 978-4-907276-86-7）

### 編著
- 日本のゲイ・エロティック・アート Vol.1 ゲイ雑誌創生期の作家たち（ポット出版 2003年12月9日 ISBN 978-4-939015-58-8）
- 日本のゲイ・エロティック・アート Vol.2 ゲイのファンタジーの時代的変遷（ポット出版 2006年8月21日 ISBN 978-4-939015-92-2）
- 日本のゲイ・エロティック・アート Vol.3 ゲイ雑誌の発展と多様化する作家たち（ポット出版 2018年12月12日 ISBN 978-4-7808-0233-7）

### 同人誌
- Dessins 田亀源五郎 スケッチ＆下絵集（野郎フェス2015 2015年5月）
- 呪縛の性奴（野郎フェス2016 2016年5月）
- Bitch Of The Jungle（野郎フェス2018 2018年4月）
- 呪縛の性奴～呪的口肛調教録（野郎フェス2019 2019年5月）
- 社長と部下（コミックマーケット96 2019年8月）※合同誌
- 密林勇者奴隷化計画 Bitch of the Jungle（野郎フェス2020-ONLINE- 2020年5月）

### 英語版書籍
- The Passion of Gengoroh Tagame (2013, Picturebox, ISBN 978-0984589241)

短編集。「闘技場～アリーナ」などを収録。
- Massive: Gay Erotic Manga and the Men Who Make It (2014, Fantagraphics Books,  ISBN 978-1606997857)

日本人作家によるゲイ漫画のアンソロジー。『君よ知るや南の獄』の抜粋が収録されている。
- Endless Game (2013, Bruno Gmünder, ISBN 978-3867876414)（エンドレス・ゲーム）
- Gunji (2014, Bruno Gmünder, ISBN 978-3867876759)

短編集。「軍次」シリーズほかを収録。
- Fisherman’s Lodge (2014, Bruno Gmünder, ISBN 978-3867877954)

短編集。「冬の番屋」などを収録。
- The Contracts of the Fall (2015, Bruno Gmünder, ISBN 978-3959850100)

短編集。「ポチ」などを収録。
- Khoz, The Spellbound Slave (2018, Bear’s Cave)（呪縛の性奴）
- My Brother's Husband (Pantheon)（弟の夫）
  - vol. 1 (2017, ISBN 978-1101871515)
  - vol. 2 (2018, ISBN 978-1101871539)
  - omnibus (2020, ISBN 978-0375715181)
- Our Colors (2022, Pantheon, ISBN 978-1524748562)（僕らの色彩）
- The Passion of Gengoroh Tagame, Vol. 2 (2022, Fantagraphics,  ISBN 978-1683965282)

短編集。「奴隷調教合宿」など収録。

## 映像化作品
テレビドラマ
- 弟の夫（2018年3月、NHK BSプレミアム）